# Eleições gerais no Brasil em 1998
Em 1998 foram realizadas eleições gerais no Brasil simultaneamente com a disputa presidencial. Foram renovados vinte e sete governos estaduais, um terço do Senado Federal, a Câmara dos Deputados e os legislativos estaduais. O primeiro turno ocorreu em 4 de outubro e o segundo em 25 de outubro, respectivamente primeiro e último domingo do mês conforme previsão constitucional.

## Governadores eleitos
| Bandeira | Estado              | UF | Governador            | Partido | Vice-governador        | Coligação                                                                            |
| -------- | ------------------- | -- | --------------------- | ------- | ---------------------- | ------------------------------------------------------------------------------------ |
|          | Acre                | AC | Jorge Viana           | PT      | Edison Cadaxo          | PT, PSDB, PDT, PTB, PSB, PC do B, PPS, PL, PSL, PT do B, PV e PMN                    |
|          | Alagoas             | AL | Ronaldo Lessa         | PSB     | Geraldo Sampaio        | PSB, PT, PDT, PC do B, PPS, PT do B, PRONA, PRP, PV, PTN, PSN, PMN e PST             |
|          | Amapá               | AP | João Capiberibe       | PSB     | Dalva Figueiredo       | PSB, PT, PC do B, PPS, PAN, PV e PRP                                                 |
|          | Amazonas            | AM | Amazonino Mendes      | PFL     | Samuel Assayag         | PFL, PSDB, PMDB, PTB, PL, PRTB, PT do B, PRP, PSDC, PST e PSC                        |
|          | Bahia               | BA | César Borges          | PFL     | Otto Alencar           | PFL, PMDB, PPB, PTB, PL, PST, PRN, PT do B e PSC                                     |
|          | Ceará               | CE | Tasso Jereissati      | PSDB    | Beni Veras             | PSDB, PPB, PPS, PTB e PSD                                                            |
|          | Distrito Federal    | DF | Joaquim Roriz         | PMDB    | Benedito Domingos      | PMDB, PPB, PRP, PT do B, PRONA, PSD, PST e PRN                                       |
|          | Espírito Santo      | ES | José Ignácio Ferreira | PSDB    | Celso Vasconcelos      | PSDB, PFL, PPB, PL, PSDC e PV                                                        |
|          | Goiás               | GO | Marconi Perillo       | PSDB    | Alcides Rodrigues      | PSDB, PPB, PFL, PTB e PSDC                                                           |
|          | Maranhão            | MA | Roseana Sarney        | PFL     | José Reinaldo Tavares  | PFL, PMDB, PC do B, PTB, PL, PRP, PSD, PST, PRTB, PSDC, PSC e PSL                    |
|          | Mato Grosso         | MT | Dante de Oliveira     | PSDB    | Rogério Sales          | PSDB, PSB, PV e PMN                                                                  |
|          | Mato Grosso do Sul  | MS | Zeca do PT            | PT      | Moacir Kohl            | PT, PDT, PSB, PC do B, PPS e PAN                                                     |
|          | Minas Gerais        | MG | Itamar Franco         | PMDB    | Newton Cardoso         | PMDB, PL, PPS, PST, PSL, PTN, PT do B, PMN, PRTB, PAN e PSC                          |
|          | Pará                | PA | Almir Gabriel         | PSDB    | Hildegardo Nunes       | PSDB, PPB, PTB, PPS, PL, PSC, PSD, PT do B, PV e PMN                                 |
|          | Paraíba             | PB | José Maranhão         | PMDB    | Roberto Paulino        | PMDB, PSDB, PFL, PPB, PDT, PTB, PL, PST, PSC e PSL                                   |
|          | Paraná              | PR | Jaime Lerner          | PFL     | Emília Belinati        | PFL, PPB, PTB, PSB, PPS, PL, PST, PSC, PRN, PSD, PT do B, PRP, PTN e PSL             |
|          | Pernambuco          | PE | Jarbas Vasconcelos    | PMDB    | Mendonça Filho         | PMDB, PFL, PPB, PL, PST, PTN, PV e PSDC                                              |
|          | Piauí               | PI | Mão Santa             | PMDB    | Osmar Júnior           | PMDB, PDT, PTB, PL, PC do B, PPS, PSDC e PRONA                                       |
|          | Rio de Janeiro      | RJ | Anthony Garotinho     | PDT     | Benedita da Silva      | PDT, PT, PSB, PC do B e PCB                                                          |
|          | Rio Grande do Norte | RN | Garibaldi Alves Filho | PMDB    | Fernando Freire        | PMDB, PPB, PRTB, PPS, PMN, PSD, PAN, PTdoB                                           |
|          | Rio Grande do Sul   | RS | Olívio Dutra          | PT      | Miguel Rossetto        | PT, PSB, PC do B e PCB                                                               |
|          | Rondônia            | RO | José Bianco           | PFL     | Miguel de Souza        | sem coligação                                                                        |
|          | Roraima             | RR | Neudo Campos          | PPB     | Flamarion Portela      | PPB, PSL, PDT, PL, PGT, PSD, PAN e PTN                                               |
|          | Santa Catarina      | SC | Esperidião Amin       | PPB     | Paulo Bauer            | PPB, PFL, PSDB, PTB, PSD, PL, PT do B, PRN, PGT, PRTB, PSDC, PSL, PST e PAN          |
|          | São Paulo           | SP | Mário Covas           | PSDB    | Geraldo Alckmin        | PSDB, PTB e PSD                                                                      |
|          | Sergipe             | SE | Albano Franco         | PSDB    | Benedito de Figueiredo | PSDB, PMDB, PPB, PPS, PL, PSC, PV e PMN                                              |
|          | Tocantins           | TO | Siqueira Campos       | PFL     | João da Cruz           | PFL, PSDB, PPB, PDT, PTB, PSB, PL, PT do B, PRP, PV, PGT, PRTB, PSDC, PSC, PTN e PST |

## Senadores eleitos
Foi renovado um terço do Senado.
| Bandeira | Estado              | UF | Senadores               | Partido | Suplentes             |
| -------- | ------------------- | -- | ----------------------- | ------- | --------------------- |
|          | Acre                | AC | Tião Viana              | PT      |                       |
|          | Alagoas             | AL | Heloísa Helena          | PT      | Severino Lúcio        |
|          | Amapá               | AP | José Sarney             | PMDB    |                       |
|          | Amazonas            | AM | Gilberto Mestrinho      | PMDB    | João Tomé Mestrinho   |
|          | Bahia               | BA | Paulo Souto             | PFL     | Rodolfo Tourinho      |
|          | Ceará               | CE | Luiz Pontes             | PSDB    | Reginaldo Duarte      |
|          | Distrito Federal    | DF | Luiz Estevão            | PMDB    | Valmir Amaral         |
|          | Espírito Santo      | ES | Paulo Hartung           | PSDB    | João Batista Mota     |
|          | Goiás               | GO | Maguito Vilela          | PMDB    | Iris de Araújo        |
|          | Maranhão            | MA | João Alberto de Souza   | PMDB    | Ribamar Fiquene       |
|          | Mato Grosso         | MT | Antero Paes de Barros   | PSDB    | Luiz Soares           |
|          | Mato Grosso do Sul  | MS | Juvêncio Fonseca        | PMDB    |                       |
|          | Minas Gerais        | MG | José Alencar            | PMDB    | Aelton Freitas        |
|          | Pará                | PA | Luiz Otávio Campos      | PPB     |                       |
|          | Paraíba             | PB | Ney Suassuna            | PMDB    | Robinson Viana        |
|          | Paraná              | PR | Álvaro Dias             | PSDB    |                       |
|          | Pernambuco          | PE | José Jorge              | PFL     | José Coelho           |
|          | Piauí               | PI | Alberto Silva           | PMDB    | Marcos Silva          |
|          | Rio de Janeiro      | RJ | Saturnino Braga         | PSB     | Carlos Lupi           |
|          | Rio Grande do Norte | RN | Fernando Bezerra        | PMDB    | Agnelo Alves          |
|          | Rio Grande do Sul   | RS | Pedro Simon             | PMDB    |                       |
|          | Rondônia            | RO | Amir Lando              | PMDB    | Mário Calixto         |
|          | Roraima             | RR | Mozarildo Cavalcanti    | PPB     |                       |
|          | Santa Catarina      | SC | Jorge Bornhausen        | PFL     | Vasco Furlan          |
|          | São Paulo           | SP | Eduardo Suplicy         | PT      |                       |
|          | Sergipe             | SE | Maria do Carmo Alves    | PFL     |                       |
|          | Tocantins           | TO | Eduardo Siqueira Campos | PFL     | Telma Siqueira Campos |

## Câmara dos Deputados em 1998
| Partidos | Cadeiras |
| PFL      | 105      |
| PSDB     | 99       |
| PMDB     | 83       |
| PPB      | 60       |
| PT       | 59       |
| PTB      | 31       |
| PDT      | 25       |
| PSB      | 18       |
| PL       | 12       |
| PC do B  | 7        |
| PPS      | 3        |
| PSD      | 3        |
| PMN      | 2        |
| PSC      | 2        |
| PRONA    | 1        |
| PSL      | 1        |
| PST      | 1        |
| PV       | 1        |
| TOTAL    | 513      |

## Fonte de pesquisa
- Galeria de governadores do Brasil Acesso em 15 de fevereiro de 2010.
- Senadores da 51º legislatura Acesso em 16 de fevereiro de 2010.